# Hangul
Hangul (korejsko 한글, latinizirano: Hangeul / Han'gŭl) ali Chosongul (korejsko 조선글, latinizirano: Chosŏn'gŭl / Joseongeul) v Severni Koreji je izvirna abeceda korejskega jezika, ki je nastala v sredini 15. stoletja in je danes uradni pisni sistem tako v Južni kot v Severni Koreji. Je tudi drugi uradni jezik v avtonomni korejski prefekturi Yanbian na Kitajskem. Hangul je fonemična abeceda, organizirana v silabične skupine. Vsaka skupina vsebuje vsaj dve izmed 24-ih črk hangula, z najmanj enim od 14-ih soglasnikov in enim od desetih soglasnikov. Ti silabični znaki so lahko pisani v sosledju horizontalno od leve proti desni ali vertikalno od vrha navzdol, v stolpcih od desne proti levi.